# Sienikowate

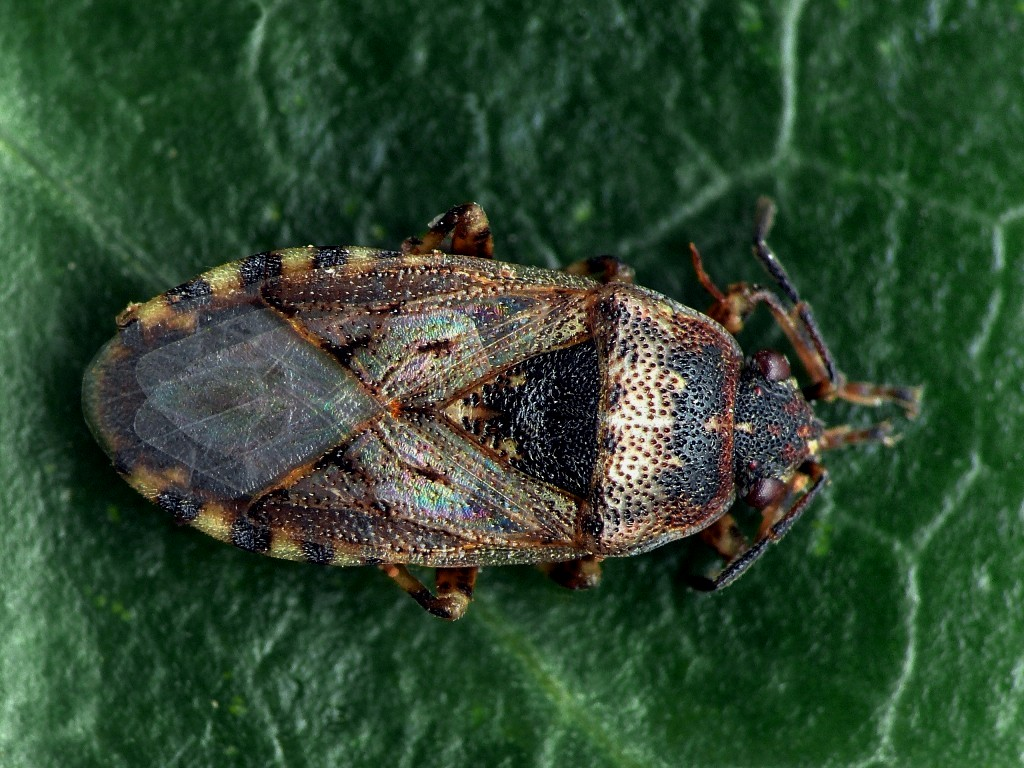
Płyciec szałwiowy

Sienikowate (Heterogasteridae) – rodzina pluskwiaków z podrzędu różnoskrzydłych i nadrodziny Lygaeoidea. Obejmuje około 100 opisanych gatunków. Rozprzestrzeniona jest prawie kosmopolitycznie. Przedstawiciele są fitofagami wysysającymi nasiona i bytującymi na roślinach żywicielskich.

## Morfologia
Pluskwiaki te mają ciało w zarysie podługowato-owalne do wydłużonego. Niektóre upodabniają się pokrojem ciała do mrówek. Głowa pozbawiona jest trichobotrii i ma krótkie bukule. Miejsce osadzenia czteroczłonowych czułków leży poniżej wysokości środka oczu złożonych. Przedplecze ma boczne brzegi pozbawione spłaszczonych rozszerzeń. Półpokrywy charakteryzuje zakrywka z jedną lub dwiema zamkniętymi komórkami w użyłkowaniu, położonymi w jej nasadowej części. Tylna para skrzydeł charakteryzuje się obecnością żyłek interwannalnych i hamusa (haczykowatej żyłki w komórce dysoidalnej, odchodzącej od żyłki medialnej). Odwłok postaci dorosłych ma wszystkie przetchlinki umieszczone na brzusznych stronach segmentów. Genitalia samca mają prosto zbudowane, pozbawione modyfikacji prącie o uwstecznionej wezyce. Samicę cechują genitalia z wydłużoną i poskręcaną spermateką.
Larwy mają ujścia grzbietowych gruczołów zapachowych odwłoka zlokalizowane między tergitami trzecim i czwartym, czwartym i piątym oraz piątym i szóstym.

## Występowanie i ekologia
Rodzina rozprzestrzeniona jest prawie kosmopolitycznie, ale zdecydowana większość gatunków zamieszkuje strefę międzyzwrotnikową Starego Świata, tj. krainę afrotropikalną i orientalną. W krainie australijskiej występuje tylko część gatunków z rodzajów Dinomachus i Parathyginus. W Palearktyce występuje zdecydowana większość przedstawicieli rodzajów sienik i płyciec. W Polsce stwierdzono 2 gatunki z tego pierwszego i 1 z tego drugiego (zobacz też: sienikowate Polski). Nearktykę zamieszkują 2 gatunki z rodzaju sienik. Brak jest gatunków rodzimych dla krainy neotropikalnej.
Owady te są fitofagami wysysającymi nasiona i bytującymi na roślinach żywicielskich. Gatunki europejskie często związane są z pokrzywowatymi i jasnotowatymi, natomiast liczni przedstawiciele fauny afrotropikalnej żerują na figowcach z rodziny morwowatych.

## Taksonomia
Takson ten wprowadzony został w 1862 roku przez Carla Ståla pod nazwą Phygadicida, natomiast nazwa od rodzaju Heterogaster nadana mu została w pracy z 1872 roku tego samego autora. Różni autorzy na przestrzeni XX wieku traktowali ten takson w randze podrodziny, plemienia lub podplemienia, m.in. w obrębie Pachygronthidae lub szeroko rozumianych zwińcowatych. Thomas J. Henry w 1997 roku opublikował wyniki analizy filogenetycznej infrarzędu, na podstawie której nadał mu rangę odrębnej rodziny w obrębie Lygaeoidea, zajmującej pozycję siostrzaną do Pachygronthidae. 
Do sienikowatych należy około 100 opisanych gatunków, zaliczanych do rodzajów:
- Artemidorus Distant, 1903
- Boccharis Distant, 1904
- Depressignus Scudder, 1962
- Dinomachellus Scudder, 1957
- Dinomachus Distant, 1901
- Eranchiellus Scudder, 1957
- Heissothignus Slater & Brailovsky, 2006
- Heterogaster Schilling, 1829 – sienik
- Hyginellus Distant, 1913
- Hyginus Stal, 1859
- Masoas Distant, 1906
- Minigellus Scudder, 1962
- Nerthus Distant, 1909
- Parathyginus Scudder, 1957
- Platyplax Fieber, 1860 – płyciec
- Sadoletus Distant, 1904
- Thyrothanus Scudder, 1957
- Trinithignus Scudder, 1962
- Walkothignus Scudder, 1968
- Woodwardothignus Slater, 1981